# Pachycephala aurea
Pachycephala aurea là một loài chim trong họ Pachycephalidae.